# Proseč pod Křemešníkem
Pour les articles homonymes, voir Proseč.
Proseč pod Křemešníkem (en allemand : Prosetsch unterm Kremeschnik) est une commune du district de Pelhřimov, dans la région de Vysočina, en Tchéquie. Sa population s'élevait à 89 habitants en 2024.

## Géographie
Proseč pod Křemešníkem se trouve à 5,6 km au sud de Pelhřimov, à 21,5 km à l'est-sud-est de Jihlava, à 98 km au sud-est de Prague.
La commune est limitée par Olešná au nord, par Střítež pod Křemešníkem à l'est, par Nový Rychnov au sud-est, par Pelhřimov au sud et par Putimov à l'ouest.

## Histoire
La première mention écrite de la localité date de 1379.

## Transports
Par la route, Proseč pod Křemešníkem se trouve à 6 km de Pelhřimov, à 25 km de Jihlava à 118 km de Prague.